# 紀善峯
紀 善峯（き の よしみね）は、平安時代初期の貴族。名は善峰・善岑とも記される。参議・紀広浜の子。官位は従四位上・美濃守。

## 経歴
弘仁5年（814年）従七位下から一挙に八階昇進して従五位下に叙爵。その後、弘仁13年（822年）従五位上、弘仁15年（824年）正五位下、天長5年（828年）従四位下と嵯峨朝末から淳和朝にかけて順調に昇進する。また、時期は不明だが美濃守を務めている。
承和2年（835年）従四位上に叙せられるが、承和4年（837年）6月30日卒去。

## 官歴
『六国史』による。
- 弘仁5年（814年） 正月7日：従五位下（越階）
- 弘仁13年（822年） 正月7日：従五位上
- 弘仁15年（824年） 正月3日：正五位下
- 天長5年（828年） 正月7日：従四位下
- 承和2年（835年） 正月7日：従四位上
- 時期不詳：美濃守[1]
- 承和4年（837年） 6月30日：卒去

## 系譜
- 父：紀広浜[1]
- 母：不詳
- 妻：石川氏[2]
  - 三男：紀夏井[2]
- 生母不明の子女
  - 男子：紀大枝[3]
  - 男子：紀春枝[1]（?-871）
  - 男子：紀秋峰[1]
  - 男子：紀豊城[4]
  - 男子：紀春道[5]
  - 女子：仁明天皇宮人[1]